# Момотаро
Момотаро (на японски: 桃太郎, букв. „Прасковено момче“) е популярен герой в японския фолклор. Името му означава „Прасковен Таро“, често срещано мъжко японско име, но често се превежда като „Прасковено момче“.
Днес се смята, че Момотаро е местен герой от префектура Окаяма, но това е съвременната измислица, за която няма консенсус в научните среди.

## История
Момотаро се ражда от огромна праскова, която е намерена в реката от стара бездетна жена, докато мие дрехите си в нея. Жената и мъжът ѝ откриват детето, когато отварят прасковата, за да я изядат. Детето им обяснява, че е дарено от боговете да бъде техен син. Двамата решават да го кръстят Момотаро, от момо (праскова) и таро (най-големият син в семейството).
Когато става юноша, Момотаро напуска родителите си, за да се бие с банда Они (демони), които тероризират земята им, на остров Онигашима („Демонски остров“). По пътя Момотаро среща и се сприятелява с говорещо куче, маймуна и фазан, които се съгласяват да му помагат в търсенето в замяна на част от дажбите му (киби данго или „кнедли от просо“). На острова Момотаро и неговите приятели животни проникват в крепостта на демоните и се бият с бандата демони, докато не се предадат. Момотаро се връща с приятелите си у дома с разграбеното съкровище на демоните и вожда им като пленник.

## Любопитни факти
- В град Инуяма, префектура Айчи, всяка година на 5 май се състои Фестивал на Момотаро.[2]
- Има известна детска песен за Момотаро на име Момотаро-сан но Ута (Песента на Момотаро), за първи път публикувана през 1911.[3]
- По време на Втората световна война Момотаро е използван да представлява японското правителство, гражданите са животните, а Съединените щати – они, демоничната фигура. Въпреки че не се споменава пряко, се подразбира, че Онигашима е Пърл Харбър. Използва се да предаде идеята, че Япония се бори срещу нечестивите, но и мощни, Съединени щати и победата може да бъде постигната само ако гражданите подкрепят правителството.
- В Цар Симеоновата градина в град Пловдив се издига статуя на Момотаро, която е подарък от град Окаяма по случай двадесетата годишнина от побратимяването на двата града.[4]  - Паметник на Момотаро в град Пловдив.
  - Надпис върху паметника на Момотаро в град Пловдив.